# Florent Hanin
Florent Hanin (Harfleur, 4 februari 1990) is een Franse voetballer die bij voorkeur speelt als linksback. Hij staat onder contract bij K. Lierse SK. Hanin werd in de zomer van 2014 binnengehaald door Lierse. Zijn debuutmatch voor Lierse was op 26 augustus op de 1ste speeldag van de jupiler pro league. Hij startte al direct in de basis.
Hanin begon bij Le Havre AC waar hij niet doorbrak. Dat deed hij wel in Portugal bij Leixões SC waarna hij aangetrokken werd door SC Braga. Daar speelde hij in het tweede team en werd hij tweemaal verhuurd voor hij bij Lierse kwam.

## Spelerscarrière
| seizoen | club            | land        | klasse        | wedst | goals |
| ------- | --------------- | ----------- | ------------- | ----- | ----- |
| 2011/12 | Leixões SC      | Portugal    | Segunda Liga  | 33    | 1     |
| 2012/13 | SC Braga B      | Portugal    | Segunda Liga  | 42    | 0     |
| 2012/13 | → Moreirense FC | Portugal    | Primeira Liga | 12    | 0     |
| 2013/14 | → Moreirense FC | Portugal    | Segunda Liga  | 12    | 0     |
| 2013/14 | → Panetolikos   | Griekenland | Super League  | 14    | 0     |
| 2014/15 | K. Lierse SK    | België      | Eerste Klasse | 10    | 0     |
| 2015    | Strømsgodset IF | Noorwegen   | Tippeligaen   | 30    | 1     |
| 2016    | FC St. Gallen   | Zwitserland | Super League  | 13    | 0     |
|         |                 |             | Totaal        | 166   | 2     |

FK Bodø/Glimt · 
SK Brann ·
Hamarkameratene ·
FK Haugesund · 
Fredrikstad FK ·
KFUM Oslo ·
Kristiansund BK ·
Lillestrøm SK ·
Molde FK · 
Odds BK · 
Rosenborg BK · 
Sandefjord ·
Sarpsborg 08 ·
Strømsgodset IF ·  
Tromsø IL ·
Viking FK